# David Harrel
Sir David Harrel (Mount Pleasant, 25 marzo 1841 – 12 maggio 1939) è stato un poliziotto irlandese.

## Carriera
Studiò presso la Royal Naval School, Gosport, ma era troppo vecchio per entrare nella Royal Navy come guardiamarina e, invece, si è unito alla marina mercantile. Nel 1859, lasciò per unirsi alla Royal Irish Constabulary. Nel 1883 è stato nominato commissario capo della polizia metropolitana di Dublino. Anche se era protestante, aveva buoni rapporti con la Chiesa cattolica romana e fu membro di vari organismi che ha lavorato per alleviare la povertà dei contadini irlandesi.
Nel 1893, è stato nominato Sottosegretario per l'Irlanda, un incarico che ha ricoperto fino al 1902, quando si ritirò a causa di problemi di salute. Ha continuato a sedersi in tribunali e organismi di volontariato. Era un membro del Consiglio privato d'Irlanda.